# Eremobates dilatatus
Eremobates dilatatus är en spindeldjursart som först beskrevs av Putnam 1883.  Eremobates dilatatus ingår i släktet Eremobates och familjen Eremobatidae. Inga underarter finns listade i Catalogue of Life.